# DGM (gruppo musicale)
I DGM sono un gruppo musicale progressive metal italiano. La sigla trova origine nelle iniziali dei nomi dei tre membri fondatori: Diego Reali, Gianfranco Tassella e Maurizio Pariotti.

## Storia del gruppo

### Primi anni:Elevate RecordseChange Direction(1994-1998)
I DGM si formano nel 1994 come trio strumentale. La formazione originale comprende Diego Reali alla chitarra, Maurizio Pariotti alle tastiere e Gianfranco Tassella alla batteria (i quali nomi di battesimo a formare l'acronimo "DGM"), con l'aggiunta in seguito di Marco Marchiori al basso. Le apparizioni dal vivo della band diventano subito frequenti e particolare rilevanza ha la partecipazione ed il secondo posto al Rock Innovation Festival organizzato da Claudio Simonetti, nel settembre 1995, nel corso del quale la band presenta il brano auto-prodotto Flyin' Fantasy, vero e proprio manifesto d'intenti della band che verrà incluso nel futuro full-length del 1997. In questo periodo la band inizia a lavorare alla prima vera uscita ufficiale a nome DGM, l'EP autoprodotto Random Access Zone, in larga misura costituito da composizioni già realizzate nella veste "Random" con la collaborazione di musicisti quali Ingo Schwartz, Roberto Riccitelli, Gabriele Provinciali e con lo stesso Gianfranco Tassella a fare da trait d'union tra le due formazioni. Il disco vede inoltre l'ingresso in formazione del cantante quarantaquattrenne Luciano Regoli. Come avvenuto con altre band italiane degli anni settanta, seminali del genere "pop", divenuto poi "progressive" (Raccomandata Ricevuta di Ritorno, Ritratto di Dorian Gray, Samadi), Regoli porta all'interno dei DGM il suo personale stile prettamente hard rock e blues, unendo le sue influenze di matrice hard rock (Coverdale, Plant, Page), ad un percorso sempre più marcatamente metal intrapreso dalla band.
Nell'estate del 1997 la band completa il primo full-length di 8 brani originali dandogli il nomer "Change Direction" dal titolo del primo brano nato nella formazione ormai definitiva. L'album esce a fine novembre dello stesso anno attraverso l'etichetta italiana Elevate Records ed è distribuito dalla 99th Floor. Inizia un tour italiano che porta la band a suonare in tutte le maggiori città italiane. Il 1998 è anche conosciuto come l'anno della consacrazione per una miriade di nuove band che attraverso la pubblicazione di dischi innovativi nella qualità di composizione, stile, incisione, danno vita alla cosiddetta "New wave of Symphonic Italian Metal". L'album dei DGM si affianca pertanto a lavori eccellenti di altre band italiane quali ad esempio Labyrinth, Rhapsody, Eldritch, Vision Divine, Skylark, Domine, Drakkar e Lacuna Coil su tutte.

### Wings of TimeeDreamland(1998-2001)
Nel settembre del 1998 i DGM concentrano la propria attenzione sulla composizione del materiale per l'album successivo. Contemporaneamente il batterista e coo-fondatore della band Gianfranco Tassella lascia il gruppo; la separazione, seppur per divergenze artistiche scuote la band che ricerca nuove energie positive ed una figura capace di sostituire in carisma e tecnica il lavoro svolto in quegli anni da Tassella; a riprova la fase di nuova collaborazione dello stesso Gianfranco con i DGM in qualità di tecnico del suono insieme a Daniele Conte, per le riprese audio del nuovo album. Il nuovo batterista da questo momento diventera' Fabio Costantino (precedentemente con i Carnal Rapture) ancora membro della attuale formazione (2019).
Dopo una attenta fase di pre-produzione e jam, il gruppo entra in studio nel gennaio del 1999 dove rimarrà fino alla fine di febbraio. Il nuovo disco è intitolato Wings of Time che si rivelerà un clamoroso quanto inatteso successo in termini di vendite soprattutto in oriente ed in particolare in Giappone: 4 000 copie sold out nella prima settimana di pubblicazione su sub-label Dreamchaser, seppur accompagnato da qualche critica per la produzione, che abbandonando la iniziale vena progressiva si fa spinge questa volta verso territori più marcatamente power-speed metal. Unica e potente testimonianza della qualità live raggiunta allora dal quintetto, il concerto di presentazione del nuovo album in Roma (Maggio 1999, Locale Memphis Belle), disponibile in formato audio al link https://www.youtube.com/watch?v=kTi6pd-T4eA
Si susseguiranno cambiamenti nella formazione: nel 2000, dopo anni di collaborazione, Luciano Regoli e Marco Marchiori decidono di lasciare il gruppo. Diego Reali svilupperà e suonerà il basso nel nuovo lavoro ormai in fase di pre-produzione e dopo numerosi e faticosi provini, Titta Tani (ex Abastracta, Glory Hunter) si unisce alla band, ancora orfana di Regoli. Con l'avvento di Tani, la cui voce ai più ricorda timbriche e fraseggi di James La Brie dei Dream Theater, si fa più netta la separazione da suoni e ricerche dei primi anni: lo stile è ormai vicino ad un vero e proprio metal sinfonico che trova riferimenti oltre oceano in band quali ad esempio Symphony X ed ARK. Dopo oltre due anni di faticosa gestazione, viene infine pubblicato il terzo CD, Dreamland, un album che ottiene grande successo in Italia ed all'estero, rappresentando per molti versi lo spartiacque artistico della band verso un genere più marcatamente heavy a discapito della matrice "prog". Anche grazie all'opportunità di lavorare in uno studio di proprietà (I Random Music House di Ostia), la produzione è interamente nelle mani dei DGM che si avvalgono della collaborazione di Claudio Simonetti, per il missaggio ai suoi "Newcastles Studio".
Ancora senza un bassista per le sessioni live, nella primavera del 2001 il gruppo assolda Andrea Arcangeli (River of Change, Concept). Seguiranno quindi diverse date in Italia con la nuova formazione dopo l'uscita di Dreamland.
A fine tour, dopo nove anni di amicizia e collaborazione, Maurizio Pariotti decide di lasciare la band per motivi personali accompagnati da crescenti divergenze artistiche sulla direzione stilistica intrapresa dalla band. Ancora una separazione in casa DGM fa alzare la testa a tutto il gruppo, soprattutto in coincidenza con la fine del contratto con la Elevate Records.

### Il periodo con la Scarlet Records (2001-presente)
Nel 2001 la Scarlet Records prende il gruppo sotto le proprie ali protettrici chiedendo loro di firmare un contratto per la realizzazione del quarto studio album. Viene reclutato il nuovo tastierista Fabio Sanges (Abstracta). Hidden Place viene pubblicato nel maggio del 2003. Dopo numerose date live la gratificazione arriva con la partecipazione al Gods of Metal del 2003.
Dopo una piccola pausa, nel febbraio del 2004, i DGM iniziano le registrazioni di Misplaced, che viene missato agli Outer Sound Studios nell'estate dello stesso anno. L'album viene pubblicato a novembre 2004. Ma un anno dopo l'uscita di Misplaced, il chitarrista Diego Reali decide di lasciare la band per seguire dei suoi progetti personali.
Simone Mularoni, un chitarrista talentuoso, diventa il nuovo chitarrista dei DGM, capace di fondere il suo stile personale con il tipico sound della band. Dopo la dipartite di Diego anche Fabio Sanges decide di lasciare il gruppo per motivazioni personali. Viene chiesto ad Emanuele Casali di unirsi alla band. Dopo qualche data, Emanuele diventa ufficialmente il nuovo tastierista dei DGM, poco prima delle registrazioni del sesto studio album.
Con Simone ed Emanuele, i DGM pubblicano nel giugno del 2007 Different Shapes. Dopo la partecipazione al Gods of Metal 2007 i DGM vengono scritturati per il Lagoa Burning Festival e per il Prog Power Europe. Questi spettacoli sono stati gli ultimi show a vedere presente Titta Tani come cantante dei DGM.
Nel febbraio del 2008 i DGM annunciano Mark Basile (B.R.A.K.E., ex Mind Key) come nuovo cantante della band. Ad un anno di distanza dall'entrata di Mark nella band, i DGM pubblicano il settimo album, Frame, per la Scarlet Records.
Dopo più di 15 anni di attività, i DGM si apprestano a pubblicare il primo live DVD ufficiale intitolato Synthesis. Oltre a contenere lo show del 29 aprile 2010 a Stazione Birra a Roma, viene pubblicato con un CD contenente 8 vecchi brani ri-registrati e ri-arrangiati per l'occasione; inoltre sono presentati due brani inediti composti per l'occasione: Just Like Before e The Only One. La presentazione ufficiale del DVD avviene in concomitanza con la loro partecipazione al Prog Power USA ad Atlanta l'11 settembre 2010. La data di pubblicazione ufficiale del lavoro è stata il 24 settembre 2010, per Scarlet Records.
Il 26 marzo 2013 esce l'album Momentum, anch'esso registrato presso i Domination Studios del chitarrista Simone Mularoni. Il disco ottiene ottime critiche, anche grazie a due ospiti d'eccezione che ne impreziosiscono la scaletta. Il primo è Russel Allen dei Symphony X che duetta con Basile sul singolo d'esordio Reason. L'altro è il chitarrista dei Pagan's Mind, Jorn Viggo Lofstad, il quale offre un assolo strepitoso in Chaos. La stessa canzone è anche citata dallo scrittore italiano Eugene Pitch nel suo thriller Absorption - I Colori del Sangue.
Il 26 agosto 2016 è la volta del nuovo The Passage, il quale si rivela l'album più maturo registrato dalla band fino a quel momento.

## Formazione

### Formazione attuale
- Marco Basile (voce, 2008-oggi)
- Simone Mularoni (chitarra, 2006-oggi)
- Emanuele Casali (tastiere, 2007-oggi)
- Andrea Arcangeli (basso, 2001-oggi)
- Fabio Costantino (batteria, 1998-oggi)

### Ex componenti

#### Chitarra
- Diego Reali (1994-2006)

#### Voce
- Luciano Regoli (1995-2000)
- Titta Tani (2000-2007)

Basso
- Marco Marchiori (1994-2000)

#### Tastiere
- Maurizio Pariotti (1994-2003)
- Fabio Sanges (2004-2006)

#### Batteria
- Gianfranco Tassella (1994-1998)

## Discografia
Album in studio
- 1997 – Change Direction
- 1998 – Wings of Time
- 2001 – Dreamland
- 2003 – Hidden Place
- 2004 – Misplaced
- 2007 – Different Shapes
- 2009 – FrAme
- 2013 – Momentum
- 2016 - The Passage
- 2020 - Tragic Separation
- 2023 - Life
- 2024 - Endless

EP
- 1996 – Random Access Zone

## Videografia

### Album video
- 2010 – Synthesis